# 410619 Fabry
410619 Fabry este o planetă minoră (asteroid) din centura de asteroizi. A fost descoperită pe 2 august 2008 la Eygalayes de Patrick Sogorb⁠(d) și a fost numită după Charles Fabry⁠(d). 
Obiectul prezintă o orbită caracterizată de o semiaxă mare de 3,1726772603471 UAi, o excentricitate de 0,23, o înclinație de 17,1 ° în raport cu ecliptica.